# Um É Pouco, Dois É Bom
Um é Pouco, Dois é Bom é um filme de drama brasileiro, de temática urbana, produzido e filmado no Rio Grande do Sul, mais precisamente em Porto Alegre, em 1970. 
A obra é dividida em duas partes que contam com diferentes núcleos de personagens e estruturas narrativas independentes. Foi o primeiro longa-metragem brasileiro assinado por um diretor negro, Odilon Lopez. E é o único filme dirigido por ele. O cineasta é também o criador da concepção do roteiro enquanto os diálogos ficam por conta de Luís Fernando Verissimo.
O filme relata os hábitos e costumes da classe média de Porto Alegre no início dos anos 70, bem como os conflitos financeiros da realidade em que estão inseridos. Faz parte de um importante movimento do cinema gaúcho que contempla uma nova fase de abordagem dos personagens, rompendo com o estereótipo do gaúcho bucólico e trazendo uma nova imagem à tona; o Gaúcho Urbano. O longa busca, em contrafluxo, fugir do gauchismo predominante em 1970 desfocando-se do cenário dos pampas e ampliando-o à novos horizontes, como a cidade grande e o litoral. A obra do cineasta é considerada, portanto, precursora do cinema urbano gaúcho. Dividida em dois episódios: Com Um Pouquinho de Sorte e Vida Nova por Acaso, conta com a atuação de Araci Esteves, Francisco Silva e o próprio diretor.

## Sinopse
- Com um Pouquinho de Sorte

O episódio conta a história de um casal modelo da classe média. A mulher trabalha como comerciante e o marido, mutuário do Banco Nacional da Habitação. O enredo gira em torno da crise pela qual passa o casal após o marido ser demitido não conseguindo assim pagar pela casa em que vivem concomitantemente com a recém-chegada de seu primeiro filho. 
- Vida Nova por Acaso

Já o segundo episódio conta a história de dois ladrões recém-libertos e suas peripécias nada bem sucedidas. Um deles apaixona-se perdidamente por uma loira de alta classe social envolvendo no filme um amor platônico.
Motivados pela busca do reconhecimento da sociedade gaúcha, tentam sobreviver e permanecer longe do encarceramento. Sem êxito, voltam para o presídio.

## Produção
O projeto foi desenvolvido em Porto Alegre - RS. O material original foi captado em película 35 mm, colorido. O rolo de Eastmancolor do longa-metragem possui 2660 metros, rodado em 24 quadros por segundo. O filme conta com a assistência da produtora Cinematográfica Super Filmes Ltda e produção de Odilon Lopez.

## Elenco
| Protagonistas            | Com Um Pouquinho de Sorte | Vida Nova por Acaso          |
| ------------------------ | ------------------------- | ---------------------------- |
| Araci Esteves - Maria    | Amélia Bittencourt        | Vânia Brown - Gênio          |
| Odilon Lopez - Crioulo   | Eduardo Braul - Capotagem | Angela Grossier              |
| Francisco Silva - Magrão | Carlos Carvalho - Jorge   | Margarida Linera - Endoncina |
|                          | Eny Neves                 |                              |
|                          | Abraão Gabinski           | Jorge Rosa                   |
|                          | Luiz Carlos Magalhães     |                              |
|                          | César Magno               |                              |

## Filmografia
| Odilon Lopez                  |                               |                               |                               |
| ----------------------------- | ----------------------------- | ----------------------------- | ----------------------------- |
| Diretor                       | Escritor                      | Produtor                      | Ator                          |
| Um é Pouco, Dois é Bom (1970) | Um é Pouco, Dois é Bom (1970) | Um é Pouco, Dois é Bom (1970) | O Velho do Saco (1999)        |
|                               |                               |                               | Um é Pouco, Dois é Bom (1970) |
|                               |                               |                               | Coração de Luto (1967)        |
|                               |                               |                               | Agüenta o Rojão (1958)        |
|                               |                               |                               | No Mundo da Lua (1958)        |

## Trilha Sonora
| Com Um Pouquinho de Sorte |                  |
| ------------------------- | ---------------- |
| Marcha nupcial            | Félix Mendelsson |
| Prelude to a kiss         | Duke Ellington   |
| Smiling phases            | B.S.T.           |
| I put a spell on you      | Nina Simone      |
| Dança                     | Tielmann Susato  |

## Ligações Externas
- Mulheres Brasileiras no Cinema
- Cinemateca Brasileira]